# Juan González Fernández
Juan Antonio González Fernández (ur. 27 kwietnia 1987 w Palma de Mallorca) – hiszpański piłkarz występujący na pozycji obrońcy w CD Leganés.